# Kırka

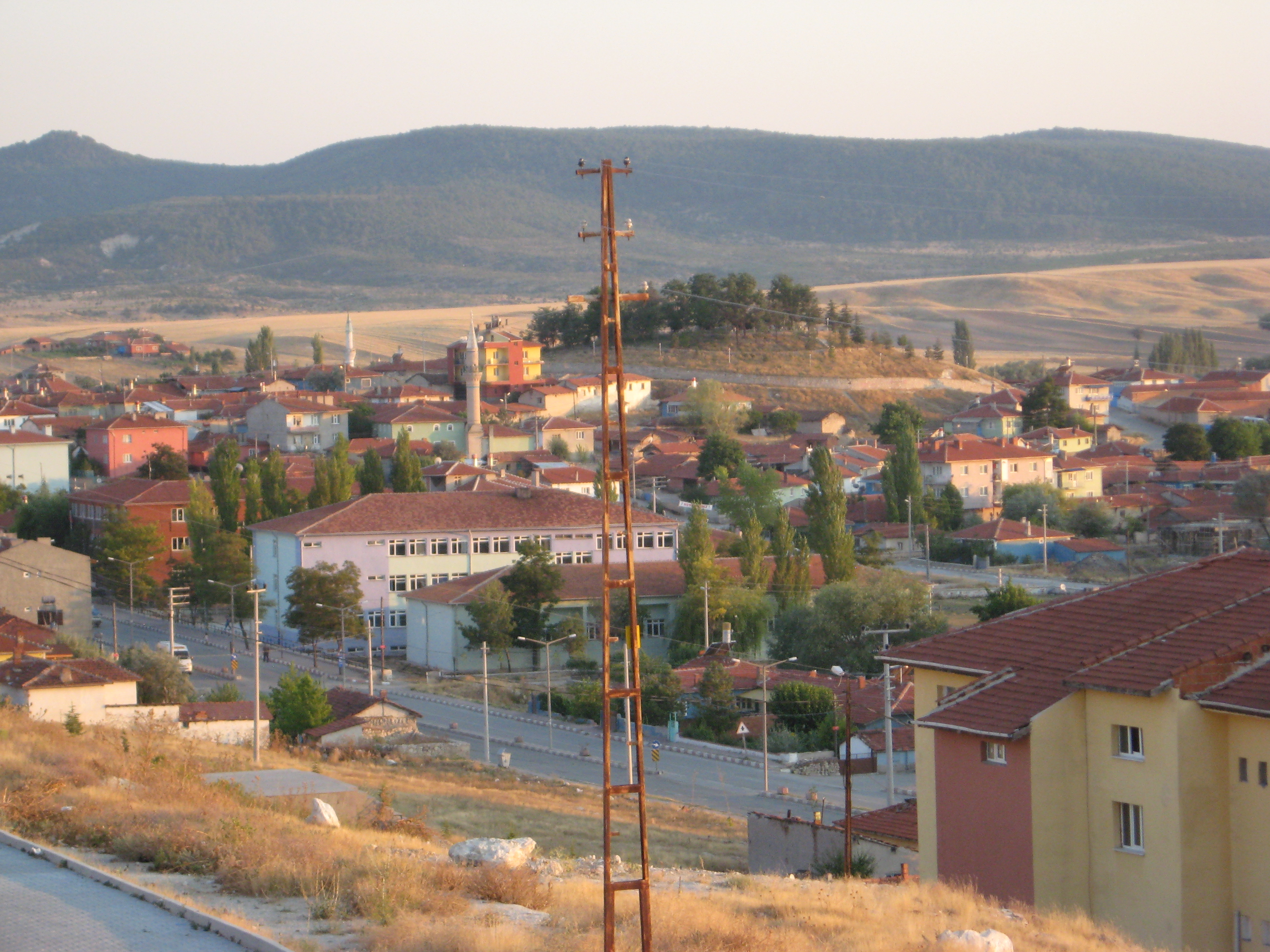
Kırka aus erhöhter Perspektive (2009)

Kırka ist eine Stadt mit 3.160 Einwohnern in der türkischen Provinz Eskişehir im Landkreis Seyitgazi an der Straße zwischen Eskişehir und Afyon. Der Name Kırka ist von den türkischen Wörtern kırk adam (40 Männer) abgeleitet.
Kırka ist bekannt durch den Bor-Abbau. Die umliegenden Berge sind ziemlich zerfurcht und das Wasser in den Abfangstauseen ist vergiftet. Außer der Bor-Fabrik der Etibank Borax Company gibt es in der Stadt nicht viel zu sehen.
In Richtung Eskişehir ist die Gegend fast baumlos, hügelig und steppig. Von Seyitgazi erreicht man Kırka durch ein Tal. In Richtung Afyon sieht man waldige Landschaften, die in das Phrygische Tal führen.